# SN 1987P
SN 1987P – supernowa typu Ia odkryta 20 grudnia 1987 roku w galaktyce PGC0022178. W momencie odkrycia miała maksymalną jasność 18,00m.